# غرايم كلارك
غرايم كلارك (بالإنجليزية: Graeme Clark)‏ هو مهندس أسترالي، ولد في 16 أغسطس 1935 في Camden, New South Wales ‏ في أستراليا.